# Energy & Environmental Science
Energy & Environmental Science — це щомісячний рецензований науковий журнал, що видається Королівським хімічним товариством, у якому публікуються оригінальні (первинні) наукові дослідження та оглядові статті. Журнал висвітлює роботи міждисциплінарного характеру в біохімічних і біофізичних науках, хімічних і машинобудівних дисциплінах, що охоплюють енергетичну сферу.
Згідно з Journal Citation Reports, імпакт-фактор журналу на 2021 рік становить 39,714. Головний редактор Дженні Нельсон (Імперський коледж Лондона).

## Тематика журналу
Energy & Environmental Science — це міжнародний журнал, присвячений публікації надзвичайно важливих і високоякісних досліджень, що визначають порядок денний і вирішують ключові глобальні та суспільні проблеми забезпечення енергопостачання та захисту довкілля в майбутньому.
Сфера журналу широка, і журнал визнає складність проблем і викликів, пов'язаних з перетворенням і зберіганням енергії, технологіями альтернативного палива та природоохоронною наукою. Щоб робота була опублікована, вона має бути пов'язана із взаємозв'язком енергетики та навколишнього середовища та представляти значний загальний інтерес для нашої читацької аудиторії. Редакцією вітаються будь-які масштаби досліджень та аналізу, від вражаючих фундаментальних досягнень до міждисциплінарних досліджень у (біо)хімічних, (біо/гео) фізичних науках та дисциплінах хімічної інженерії.
Теми включають, але не обмежуються, наступне:
- Перетворення сонячної енергії та фотовольтаїка
- Сонячне паливо[en] та штучний фотосинтез
- Паливні елементи
- Зберігання водню та (біо) виробництво водню
- Матеріали для енергетичних систем
- Уловлення, зберігання та розподіл CO2, включаючи хімікати та паливо з CO2
- Каталіз для різноманітної сировини (наприклад, нафти, газу, вугілля, біомаси та синтез-газу)
- Біопаливо та біопереробні заводи
- Матеріали в екстремальних середовищах
- Вплив енергетичних технологій на навколишнє середовище
- Глобальна хімія атмосфери та зміна клімату, пов'язані з енергетичними системами
- Водно-енергетичний зв'язок
- Енергетичні системи та мережі
- Глобально застосовні принципи енергетичної політики та техніко-економіки

Energy & Environmental Science публікує наступні види статей: Дослідження (оригінальна наукова робота); Оглядові статті, перспективи та міні-огляди (статті рецензійного типу, що представляють широкий інтерес); Комунікації (оригінальна наукова робота термінового характеру), думки (особисті, часто спекулятивні, точки зору або гіпотези на актуальну тему) та аналітичні статті (поглиблене дослідження енергетичних і екологічних технологій, стратегій, політики та загальних концептуальних основ загальний інтерес).

## Реферування та індексування
Відповідно до Thomson Reuters Master Journal List і CASSI, цей журнал індексується такими сервісами:
- Science Citation Index Expanded
- Current Contents/ Agriculture, Biology & Environmental Sciences
- Current Contents/ Physical, Chemical & Earth Sciences
- Current Contents/ Engineering, Computing & Technology
- Chemical Abstracts Service — CASSI[6]

## Додаткова література
- Енергетика та екологія
- Підсумок дослідження зустрічі ESS PI 2021
- CO2-Ausstoß für Fahrzeuge online berechnen (німецькою)
- Поглиблення розуміння Землі та екологічних систем від молекулярного до глобального масштабу